# John McDowell
John Henry McDowell (Boksburg, 7 de março de 1942) é um filósofo sul-africano, ex-fellow do New College, Oxford e professor universitário da Universidade de Pittsburgh. Embora tenha escrito extensivamente sobre metafísica, epistemologia, filosofia antiga e metaética, a contribuição mais influente de McDowell foi no campo da filosofia da mente e filosofia da linguagem. McDowell foi um dos três ganhadores do Prêmio Distinguished Achievement da Fundação Andrew W. Mellon, em 2010. Ele é membro da Academia de Artes e Ciências dos Estados Unidos e da Academia Britânica.

## Início
O primeiro trabalho publicado por McDowell foi uma tradução comentada do Teeteto de Platão. Na década de 1970, ele participou ativamente do projeto de Davidson para fornecer uma teoria semântica da linguagem natural. Como parte deste debate, ele criticou a posição de Michael Dummett e Crispin Wright e defendeu uma visão de que o comportamento linguístico de outros falantes não poderia ser entendido de um ponto de vista externo de nossas próprias práticas linguísticas. Em colaboração com Gareth Evans, McDowell publicou um volume de ensaios intitulados Verdade e Significado. Ele também foi o editor do livro póstumo de G. Evans The Varieties of Reference (1982). O principal trabalho de McDowell até hoje é Mind and World (1994). Este trabalho, que teve uma grande influência sobre o pensamento filosófico nos últimos anos, oferece uma teoria de crenças justificação empírica que leva até algumas das críticas por Hegel a Kant, sem negligenciar as formas contemporâneas de realismo científico e a ética aristotélica.[carece de fontes?]

## Filosofia
Em seu trabalho, McDowell se interessou muito pela segunda filosofia de Wittgenstein, cujos temas ele desenvolveu de maneira original. Como Wittgenstein, ele sempre considerou a filosofia como uma abordagem "terapêutica" que "deixa todas as coisas como elas são". Portanto, uma forma de quietismo filosófico segundo a qual a filosofia deve renunciar a qualquer abordagem explicativa (por exemplo, no que diz respeito à relação entre a linguagem e o mundo), adotar uma abordagem descritiva que, sozinha, é capaz de libertar mente das confusões em que ele está mergulhado. Esse desejo terapêutico de dissolver os falsos problemas filosóficos, no entanto, não impediu que McDowell desenvolvesse teses originais e pessoais sobre a linguagem, o espírito e os valores.
McDowell geralmente defende um realismo sem empirismo, que enfatiza os limites de nossa aspiração à objetividade. Tanto a mente quanto o significado são refletidos diretamente na ação e, mais especificamente, nos comportamentos estritamente linguísticos. Do ponto de vista de sua teoria da percepção, McDowell mais uma vez defende um realismo moderado que se opõe ao argumento da ilusão, desafiando o postulado representacionalista sobre o qual ele se baseia. Este postulado é aquele que gostaria que houvesse um conteúdo psicológico ou um "fator comum maior" entre a crença verdadeira e a crença ilusória. McDowell também defende uma posição externalista sobre a mente de que os pensamentos só podem existir em seu ambiente social e físico.

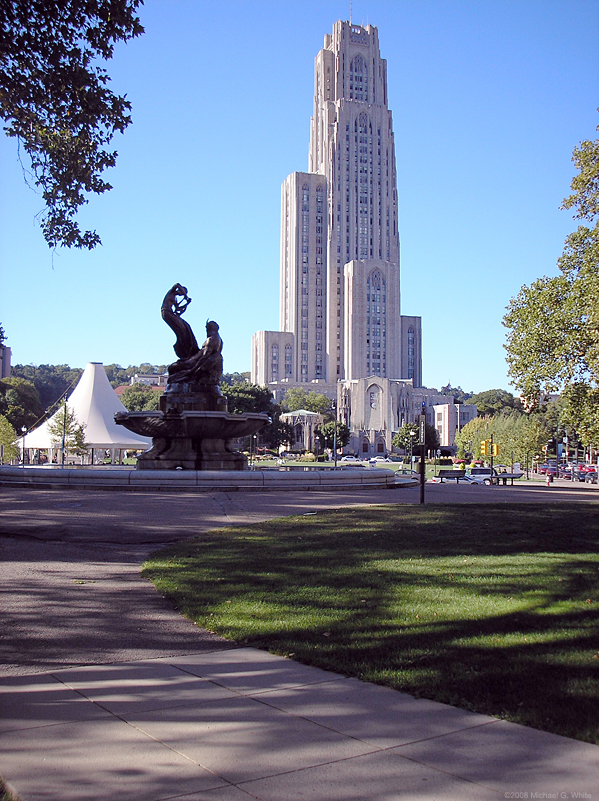
McDowell é professor da Universidade de Pittsburgh

Paralelamente a essas concepções de mente e linguagem, McDowell contribuiu significativamente para os debates contemporâneos em filosofia moral e, mais particularmente, para debates metaéticos sobre as razões e a objetividade moral. Neste campo, ele desenvolveu uma teoria do sentido moral que pode ser caracterizada como um realismo de propriedades. McDowell está interessado nas motivações da ação e na autoridade das razões morais, analisando o papel desempenhado pelas crenças e desejos do agente em suas escolhas racionais. Ele coloca a questão do status metafísico dos valores, que não podem ser entendidos como fatos objetivos ou observáveis. No entanto, isso não nos força a desistir de uma posição moderadamente realista em relação a eles: sem ser um objeto de experiência, os valores, no entanto, desempenham um papel essencial na nossa compreensão de nossa própria experiência. Por conseguinte, justifica-se afirmar a sua realidade na medida em que constitui um postulado indispensável sem o qual seria impossível dar conta da experiência. É por isso que os valores podem ser considerados objetivos assim que pudermos usá-los para formar juízos e, assim, usá-los como critérios para nossas escolhas racionais. Essa objetividade, no entanto, nunca será absoluta, mas permanecerá, até certo ponto, subjetiva, sem que essa subjetividade prejudique sua realidade. A posição de McDowell sobre os valores, portanto, ocupa um meio termo entre o realismo estrito e o subjetivismo cético.
O que emerge dessas considerações, tanto da metafísica em geral quanto do status particular dos valores, é a tese de que todas as proposições relativas à objetividade devem, em qualquer caso, ser formuladas a partir da perspectiva interna da nossas próprias práticas. De uma perspectiva wittgensteiniana, McDowell contesta a ideia de que há um ponto de vista externo de nossas próprias teorias, a partir das quais se poderia priorizar propriedades de acordo com seu grau de realidade ou objetividade.
O trabalho mais recente de McDowell tem forte influência de Richard Rorty e Wilfrid Sellars. Em Mind and World, McDowell desenvolve uma concepção globalmente kantiana de intencionalidade, entendida como a faculdade da mente humana de representar o mundo. Ele ocupa a crítica desenvolvida pela Sellars sobre o "mito do dado" que quer uma relação causal estrita entre fatos e julgamentos podem servir como uma base suficiente para as nossas crenças sem ter que trazer a sua justificação racional adicional. Tal projeto não pode ser defendido, na medida em que nossas experiências perceptivas são, de qualquer maneira, não é algo passivo que estaria recebendo apenas a influência causal da realidade. McDowell, portanto, argumenta que a conceituação não é algo após a experiência: ao contrário, há uma estrutura conceitual essencial à experiência. Um ponto-chave das últimas obras de McDowell e sua rejeição da ideia (dependente do mito do dado) um "conteúdo não-conceitual", que incluiria a nossa experiência de representações conceituação anterior. A abordagem que ele desenvolve baseia-se na teoria kantiana da espontaneidade dos juízos na experiência perceptiva. No entanto, ele permanece fiel à sua posição global realista e se defende de qualquer consequência idealista que possa estar associada a tal abordagem. Neste livro, McDowell também rejeita posição naturalista redutora ele caracteriza como um "mau naturalismo" e que se opõe à perspectiva naturalista mais ampla, considerando a capacidade da mente como resultado da aquisição de uma "Segunda natureza". Finalmente, Mind and World conclui com uma crítica da experiência do projeto desenvolvido por Willard van Orman Quine, bem como uma crítica da abordagem coerentista crenças desenvolvidas por Donald Davidson.
Ele compreende a filosofia como uma atividade terapêutica, cuja finalidade é a de deixar "as coisas como são", ou seja, para McDowell a disciplina é uma forma de quietismo, embora ele não se considere "quietista". O quietista filosófico acredita que a filosofia não pode fazer nenhum comentário explicativo sobre como, por exemplo, pensamento e linguagem se relacionam com o mundo, mas pode oferecer soluções a casos filosoficamente problemáticos e transformar o filósofo confuso a um estado de quietude intelectual. Ao defender essa perspectiva quietista, McDowell abordou o trabalho dos principais filósofos contemporâneos, a fim de dissolver os erros filosóficos encontrados e, ao mesmo tempo, desenvolver teses originais e distintas sobre linguagem, mente e axiologia. McDowell é marcado por resistir à influência do que ele considera uma forma reducionista equivocada de naturalismo filosófico que domina o trabalho de seus contemporâneos, particularmente na tradição analítica da América do Norte.

## Obra

### Livros
- Plato, Theaetetus, traduzido com notas (Clarendon Press, Oxford, 1973)
- (Editor) Gareth Evans, The Varieties of Reference (Clarendon Press, Oxford, 1982)
- Mind and World (Cambridge, Mass.: Harvard University Press, 1994)
- Mind, Value, and Reality , Mass.: Harvard University Press, 1998)
- Meaning, Knowledge, and Reality (Cambridge, Massachusetts: Harvard University Press, 1998)
- Having the World in View: Essays on Kant, Hegel, and Sellars (Cambridge, Massachusetts: Harvard University Press, 2009)
- The Engaged Intellect: Philosophical Essays (Cambridge, Massachusetts: Harvard University Press, 2009)

### Artigos
- (com Gareth Evans) "Introduction",  Gareth Evans e John McDowell, eds., Truth and Meaning (Clarendon Press, Oxford, 1976), pp. vii–xxiii; traduzido para o espanhol: "Introducción a Verdad y Significado", Cuadernos de Crítica 37 (1984)
- "Truth Conditions, Bivalence, and Verificationism", ibid, pp. 42–66
- "On the Sense and Reference of a Proper Name", Mind lxxxvi (1977), 159–85; reimpresso em Mark Platts, ed., Reference Truth and Reality (Routledge e Kegan Paul, Londres, 1980), pp. 141–66, e A. W. Moore, ed., Meaning and Reference (Oxford University Press, Oxford, 1993), pp. 111–36; traduzido para o espanhol: "Sobre el Sentido y la Referencia de un Nombre Propio", Cuadernos de Crítica 20 (1983)
- "On 'The Reality of the Past'",  Christopher Hookway e Philip Pettit, eds., Action and Interpretation (CUP, Cambridge,1978), pp. 127–44
- "Are Moral Requirements Hypothetical Imperatives?", Aristotelian Society Supplementary Volume lii (1978), 13–29
- "Physicalism and Primitive Denotation", Erkenntnis xiii (1978), 131–52; reimpresso em Platts, ed., op. cit., pp. 111–30
- "Virtue and Reason", The Monist lxii (1979), 331–50; reimpresso em Stanley G. Clarke e Evan Simpson, eds., Anti-Theory in Ethics and Moral Conservatism (SUNY Press, Albany, 1989), pp. 87–109
- "Quotation and Saying That",  Platts, ed., op. cit., pp. 206–37
- "Meaning, Communication, and Knowledge",  Zak van Straaten, ed., Philosophical Subjects: Essays on the Work of P. F. Strawson (Clarendon Press, Oxford, 1980), pp. 117–39
- "The Role of Eudaimonia in Aristotle's Ethics", Proceedings of the African Classical Associations xv (1980), 1–14; reimpresso em Amélie Oksenberg Rorty, ed., Essays on Aristotle's Ethics (University of California Press, Berkeley, Los Angeles, Londres, 1980), pp. 359–76
- "Anti-Realism and the Epistemology of Understanding",  Herman Parret e Jacques Bouveresse, eds., Meaning and Understanding (De Gruyter, Berlin and New York, 1981), pp. 225–48
- "Non-Cognitivism and Rule-Following",  Steven Holtzman e Christopher Leich, eds., Wittgenstein: To Follow A Rule (Routledge e Kegan Paul, Londres, 1981), pp. 141–62
- "Falsehood and Not-Being in Plato's Sophist",  Malcolm Schofield e Martha Craven Nussbaum, eds., Language and Logos: Studies in Ancient Greek Philosophy presented to G. E. L. Owen (Cambridge University  Press, Cambridge, 1982), pp. 115–34
- "Truth-Value Gaps",  Logic, Methodology and Philosophy of Science VI (North-Holland, Amsterdam, 1982), pp. 299–313
- "Criteria, Defeasibility, and Knowledge", Proceedings of the British Academy lxviii (1982), 455–79; reimpresso em parte em Jonathan Dancy, ed., Perceptual Knowledge (Oxford University Press, Oxford, 1988)
- "Aesthetic Value, Objectivity, and the Fabric of the World",  Eva Schaper, ed., Pleasure, Preference and Value (Cambridge University Press, Cambridge, 1983), pp. 1–16
- "Wittgenstein on Following a Rule", Synthese 58 (1984), 325–363; reimpresso em Moore, ed., Meaning and Reference, pp. 257–93
- "De Re Senses", Philosophical Quarterly xxxiv (1984), 283–94; também em Crispin Wright, ed., Frege: Tradition and Influence (Blackwell, Oxford, 1984), pp. 98–l09
- "Values and Secondary Qualities",  Ted Honderich, ed., Morality and Objectivity (Routledge e Kegan Paul, Londres, 1985), pp. 110–29
- "In Defence of Modesty",  Barry Taylor, ed., Michael Dummett: Contributions to Philosophy (Martinus Nijhoff, Dordrecht, 1987), pp. 59–80
- Projection and Truth in Ethics (1987 Lindley Lecture), publicado pela Universidade do Kansas
- "One Strand in the Private Language Argument", Grazer Philosophische Studien 33/34 (1989), 285–303
- "Mathematical Platonism and Dummettian Anti-Realism", Dialectica 43 (1989), 173–92
- "Peacocke and Evans on Demonstrative Content", Mind xcix (1990), 311–22
- "Intentionality De Re",  Ernest LePore e Robert van Gulick, eds. John Searle and His Critics (Blackwell, Oxford, 1991), pp. 215–25
- "Intentionality and Interiority in Wittgenstein",  Klaus Puhl, ed., Meaning Scepticism (De Gruyter, Berlim e Nova York, 1991), pp. 148–69
- "Putnam on Mind and Meaning", Philosophical Topics xx (1992), 35–48
- "Meaning and Intentionality in Wittgenstein's Later Philosophy",  Peter A. French, Theodore E. Uehling, Jr., e Howard K. Wettstein, eds., Midwest Studies in Philosophy Volume XVII: The Wittgenstein Legacy (University of Notre Dame Press, Notre Dame, 1992), pp. 40–52
- "Knowledge by Hearsay",  B. K. Matilal e A. Chakrabarti, eds, Knowing from Words (Kluwer, Dordrecht, 1993; Synthese Library vol. 230), pp. 195–224
- "The Content of Perceptual Experience", Philosophical Quarterly xliv (1994), 190–205
- "Might there be External Reasons",  J. E. J. Altham e Ross Harrison, eds., World, Mind, and Ethics: Essays on the Ethical Philosophy of Bernard Williams (Cambridge University Press, Cambridge, 1995), pp. 68–85
- "Eudaimonism and Realism in Aristotle's Ethics",  Robert Heinaman, ed., Aristotle and Moral Realism (University College Londres Press, Londres, 1995),  pp. 201–18
- "Knowledge and the Internal", Philosophy and Phenomenological Research lv (1995), 877–93
- "Deliberation and Moral Development in Aristotle",  Stephen Engstrom e Jennifer Whiting, eds., Aristotle, Kant and the Stoics (Cambridge University Press, Cambridge, 1996), pp. 19–35
- "Two Sorts of Naturalism",  Rosalind Hursthouse, Gavin Lawrence, e Warren Quinn, eds., Virtues and Reasons: Philippa Foot and Moral Theory (Clarendon Press, Oxford, 1996), pp. 149–79; translated into German ("Zwei Arten von Naturalismus"), Deutsche Zeitschrift für Philosophie v (1997), 687–710
- "Another Plea for Modesty",  Richard Heck, Jnr., ed., Language, Thought, and Logic: Essays in Honour of Michael Dummett (Oxford University Press, Oxford, 1997), pp. 105–29
- "Reductionism and the First Person",  Jonathan Dancy, ed., Reading Parfit (Blackwell, Oxford, 1997), pp. 230–50
- "Some Issues in Aristotle's Moral Psychology",  Stephen Everson, ed., Companions to Ancient Thought: 4: Ethics (Cambridge University Press, Cambridge, 1998), pp. 107–28
- "Referring to Oneself",  Lewis E. Hahn, ed., The Philosophy of P. F. Strawson (Open Court, Chicago e Lasalle, 1998), pp. 129–45
- "The Constitutive Ideal of Rationality: Davidson and Sellars", Crítica xxx (1998), 29–48
- "Having the World in View: Sellars, Kant, and Intentionality" (The Woodbridge Lectures, 1997), The Journal of Philosophy, Vol. 95 (1998), 431–91
- "Sellars's Transcendental Empiricism",  Julian Nida-Rümelin, ed., Rationality, Realism, Revision (Proceedings of the 3rd international congress of the Society for Analytical Philosophy), Walter de Gruyter, Berlim e Nova York, 1999, pp. 42–51.
- "Scheme-Content Dualism and Empiricism",  Lewis E. Hahn, ed., The Philosophy of Donald Davidson (Open Court, Chicago e Lasalle, 1999), pp. 87–104
- "Towards Rehabilitating Objectivity",  Robert B. Brandom, ed., Rorty and His Critics (Blackwell, Malden, Mass. e Oxford, 2000), pp. 109–23
- "Experiencing the World" and "Responses",  Marcus Willaschek, ed., John McDowell: Reason and Nature: Lecture and Colloquium in Münster 1999 (LIT Verlag, Münster, 2000), pp. 3–17, 93–117
- "Moderne Auffassungen von Wissenschaft und die Philosophie des Geistes",  Johannes Fried e Johannes Süssmann, editores., Revolutionen des Wissens: Von der Steinzeit bis zur Moderne (München: C. H. Beck, 2001), 116–35.  (Publicado anteriormente em Philosophische Rundschau.)
- "Gadamer and Davidson on Understanding and Relativism",  Jeff Malpas, Ulrich Arnswald, e Jens Kertscher, eds., Gadamer's Century: Essays in Honor of Hans-Georg Gadamer (Cambridge, Massachusetts: MIT Press, 2002), 173–94.
- "How not to read Philosophical Investigations: Brandom's Wittgenstein",  R. Haller e K. Puhl, eds., Wittgenstein and the Future of Philosophy: A Reassessment after 50 Years (Vienna: Holder, Pichler, Tempsky, 2002), pp. 245–56.
- "Knowledge and the Internal Revisited", Philosophy and Phenomenological Research lxiv (2002), 97–105.
- Wert und Wirklichkeit: Aufsätze zur Moralphilosophie (Frankfurt: Suhrkamp, 2002).  (Tradução de Joachim Schulte, com uma introdução de Axel Honneth e Martin Seel, de sete dos artigos em Mind, Value, and Reality.)
- "Hyperbatologikos empeirismos", Defkalion 21/1, June 2003, 65–90.  (Tradução para o grego de "Transcendental Empiricism", artigo entregue no Pitt/Athens symposium in Rethymnon, Creta,  2000.)
- "Subjective, tersubjective, objective", Philosophy and Phenomenological Research lxvii (2003), 675–81.  (Contribuição para um simpósio sobre um livro de Donald Davidson.)
- Mente y Mundo (tradução em espanhol porMiguel Ángel Quintana-Paz of Mind and World), Salamanca: Ediciones Sígueme, 2003.
- "L'idealismo di Hegel come radicalizazzione di Kant",  Luigi Ruggiu e Italo Testa, eds., Hegel Contemporaneo: la ricezione americana di Hegel a confronto con la traduzione europea (Milan: Guerini, 2003).  (Anteriormente em Iride para dezembro 2001.)
- "Naturalism in the philosophy of mind",  Mario de Caro e David Macarthur, eds., Naturalism in Question (Cambridge, Massachusetts: Harvard University Press, 2004), 91–105.  (Anteriormente publicado em tradução alemã como "Moderne Auffassungen von Wissenschaft und die Philosophie des Geistes".)
- "Reality and colours: comment on Stroud", Philosophy and Phenomenological Research lxviii (2004), 395–400.  (Contribuição para um simpósio sobre um livro de Barry Stroud.)
- "The apperceptive I and the empirical self: towards a heterodox reading of 'Lordship and Bondage' in Hegel's Phenomenology", Bulletin of the Hegel Society of Great Britain 47/48, 2003, 1–16.
- "Hegel and the Myth of the Given",  Wolfgang Welsch e Klaus Vieweg, editores., Das Interesse des Denkens: Hegel aus heutiger Sicht (Munique: Wilhelm Fink Verlag, 2003), pp. 75–88.